# Guajiquiro
Guajiquiro es un municipio del departamento de La Paz en la República de Honduras.

## Toponimia
Guajiquiro: Significa "Río de los Guajes", una palabra mexicana.

## Límites
| Orientación | Límite                                   |
| ----------- | ---------------------------------------- |
| Norte       | Municipio de San Pedro de Tutule, La Paz |
| Sur         | Municipio de San Juan, Intibucá          |
| Sur         | Municipio de Mercedes de Oriente, La Paz |
| Este        | Municipio de Aguanqueterique, La Paz     |
| Este        | Municipio de Lamaní, Comayagua           |
| Oeste       | Municipio de Opatoro, La Paz             |

Está situado en la Sierra de Guajiquiro.

## Historia
Se asegura que su fundación es anterior a la conquista y por consiguiente sus habitantes pertenecían a la raza lenca.
En 1791, en el recuento de población de 1791, era un pueblo del Curato de Cururú.
En 1889, en la División Política Territorial de 1889 era un municipio del Círculo de Opatoro.

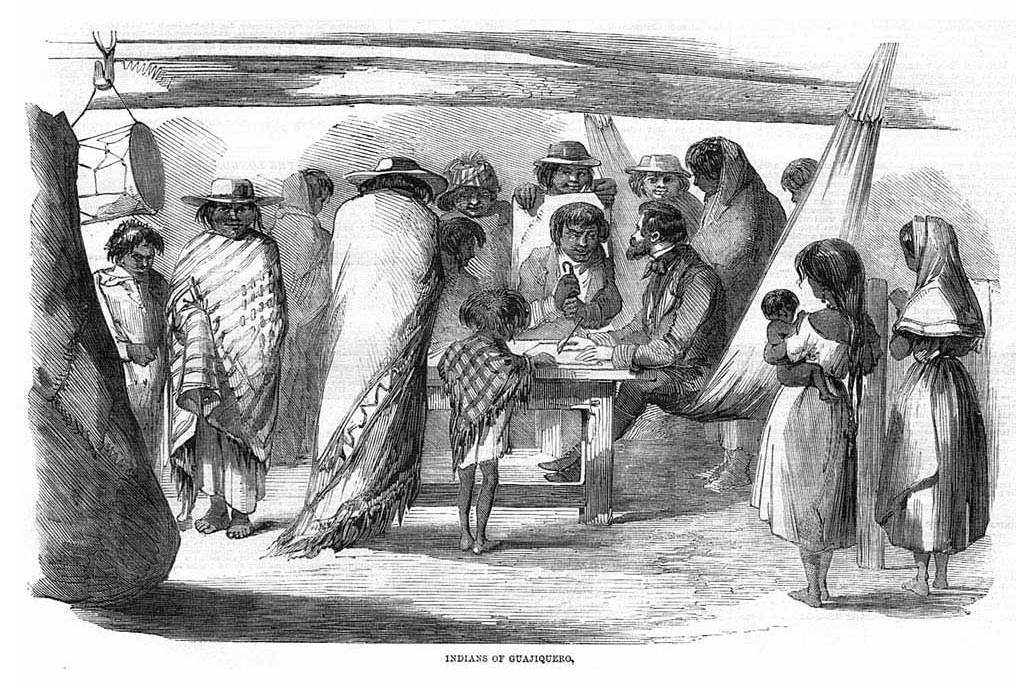
Una ilustración de unos indígenas lencas en Guajiquro en 1859.

## Población
La comunidad que forma este municipio es cuna de la etnia Lenca. Sus pobladores conservan parte de sus tradiciones, como la vestimenta, trabajos de artesanías y bordados. Con el paso del tiempo han sustituido su lenguaje lenca hondureño por el español.

## División Política
Aldeas: 14 (2013)
Caseríos: 141 (2013)
| Código | Aldea                  |
| ------ | ---------------------- |
| 120601 | Guajiquiro Centro      |
| 120602 | Dolores                |
| 120603 | El Guapinol            |
| 120604 | Guajiquirito           |
| 120605 | Ingrula                |
| 120606 | La Crucita             |
| 120607 | Las Delicias           |
| 120608 | Las Vegas del Paraíso  |
| 120609 | San Antonio            |
| 120610 | San José               |
| 120611 | San Marcos             |
| 120612 | San Matias o Las Joyas |
| 120613 | San Pedro              |
| 120614 | Santa Rosita           |

| Código | Caserío                      |
| ------ | ---------------------------- |
|        | Altamira                     |
|        | Tamara                       |
|        | San Juan                     |
|        | El Peñón                     |
|        | Bajillal                     |
|        | Linderos                     |
|        | Laureles                     |
|        | Palo Blanco                  |
|        | El Pinar                     |
|        | Duraznal                     |
|        | Pasguare                     |
|        | Quilito                      |
|        | Buenos Aires                 |
|        | Jicarito                     |
|        | San Bartolo                  |
|        | Las Flores                   |
|        | Potrerito                    |
|        | Pueblo Nuevo                 |
|        | Nueva Esperanza Nueva Suyapa |
|        | El Ocotal                    |
|        | Jaguas                       |
|        | Palagua                      |
|        | Yupe                         |
|        | San Felipe                   |
|        | San Miguel                   |
|        | Talanga                      |
|        | Guanacaste                   |
|        | Monte Grande                 |
|        | San José del Bramadero       |

De todas las aldeas mencionadas, aparte de Guajiquiro y Santa Rosita, San Miguel es la aldea que tiene más habitantes, sin embargo todas las aldeas cuentan con energía eléctrica, agua potable, carretera y otros proyectos de desarrollo comunitario. En Educación, Guajiquiro cuenta con aproximadamente 20 CEPREB, 44 Escuelas de Educación Básica, 3 Instituciones de Educación Media: Instituto Polivalente Superación en Guajiquiro Centro, Instituto Ramón Rosa en Santa Rosita e Instituto Flavio Ernesto García en San Antonio. 